# Horst Wittstadt
Horst Wittstadt (* 1964 in Karlstadt) ist ein deutscher Steinmetz, Steinbildhauer und Umweltaktivist.

## Leben
Horst Wittstadt entstammt einer Familie von Steinmetzen. Sein Vater war Steinmetz und sein Bruder Peter Wittstadt ist Steinmetz und Künstler. Auch Horst Wittstadt erlernte den Steinmetz- und Steinbildhauer-Beruf und spezialisierte sich weitgehend auf die Restauration von Fassaden. Wittstadt engagierte sich früh für Umweltschutz und gegen Atomkraft und kam 1984 zu den Grünen. Er ist Stadtrat in Karlstadt und seit 1996 sitzt er für die Grünen im Kreistag des Landkreises Main-Spessart. 1997 kaufte er die alte denkmalgeschützte Ölmühle in Laudenbach (Karlstadt). Bei der Sanierung des einsturzgefährdeten Hauses lernte er seine Ehefrau kennen.

## Kunstwerke für den Umweltschutz

### Bildstock gegen die Wiederaufarbeitungsanlage Wackersdorf

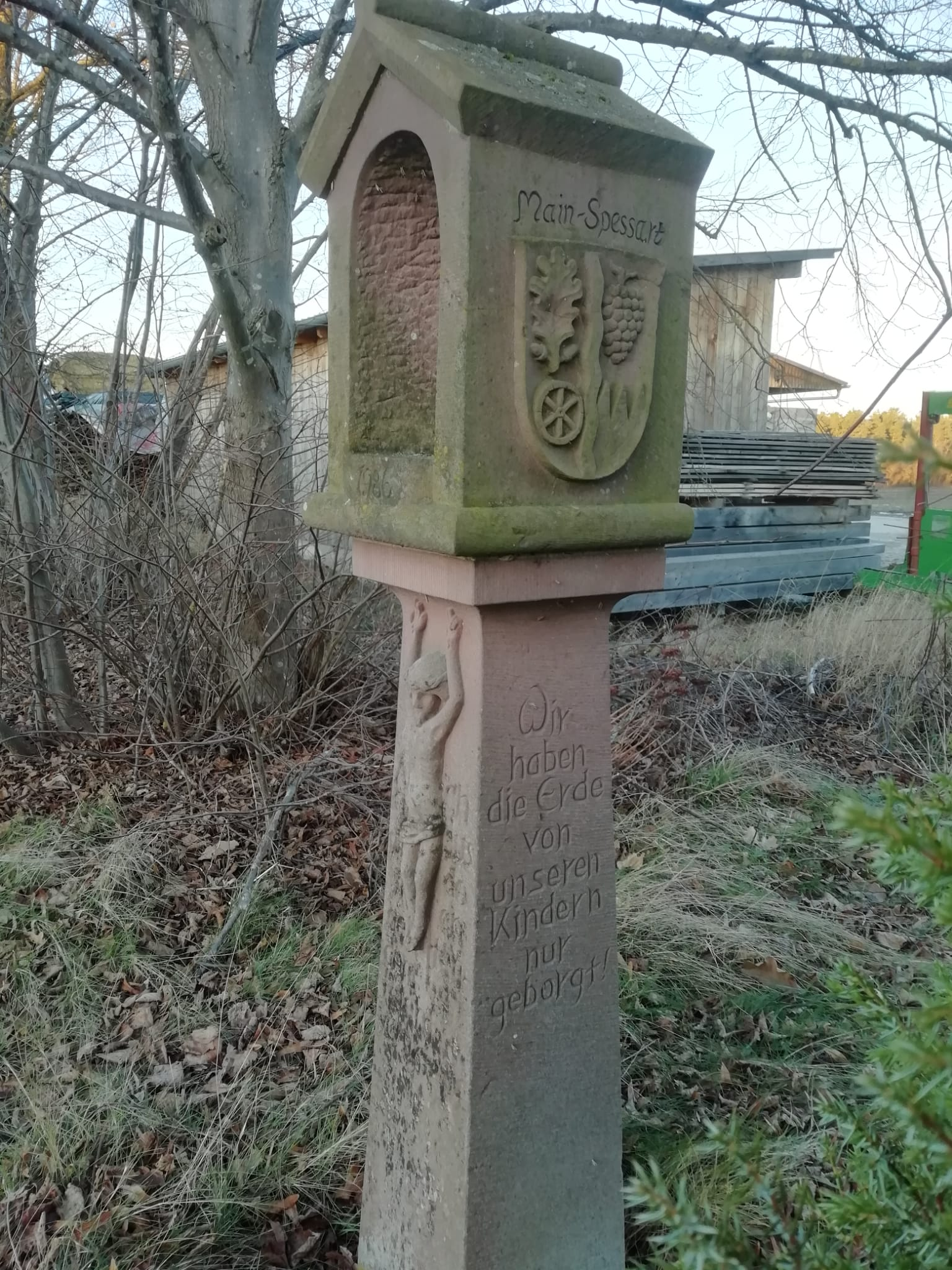
Anti-WAA-Bildstock mit Landkreiswappen

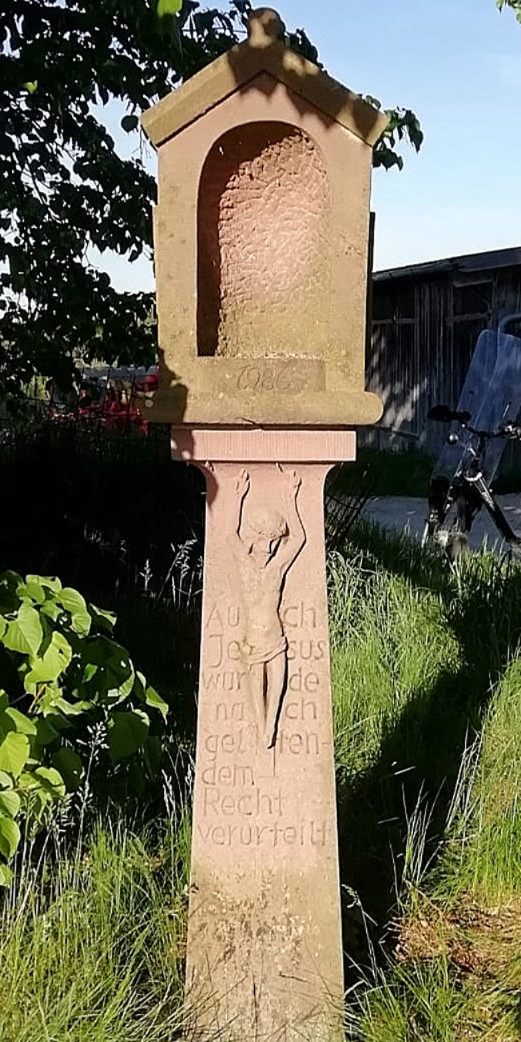
Anti-WAA-Bildstock

1986 nach der Nuklearkatastrophe von Tschernobyl schuf Wittstadt einen Bildstock gegen die atomare Wiederaufarbeitungsanlage Wackersdorf (WAA). Der Anti-WAA-Bildstock wurde im Herbst 1986 in Karlstadt der Öffentlichkeit vorgestellt und im Juni 1987 im Oberpfälzischen Altenschwand auf dem Grundstück von Michael Meier aufgestellt. Der katholische Pfarrer Richard Salzl und der evangelische Pfarrer Detlev Hapke aus Karlstadt weihten den Bildstock.
Das Mahnmal machte bundesweit Schlagzeilen, als die Politiker Alfred Biehle, Armin Grein u. a. die Verwendung des Landkreis-Wappens von Main-Spessart politisch und gerichtlich verbieten lassen wollten.

### Bildstock gegen den Hafenlohrtal-Wasserspeicher
Wittstadt erstellte 1994 bei Einsiedel einen Bildstock gegen die Zerstörung des Hafenlohrtals durch den Hafenlohrtalspeicher, einer Talsperre, die als Trinkwasserspeicher dienen sollte. Der Bildstock wurde mit Genehmigung des Fürsten zu Löwenstein in der Mitte des geplanten Stausees errichtet.

### Meilenstein gegen den Bau der A73
1994 meißelte Wittstadt auf der Landkreis-Main-Spessart-Ausstellung in Lohr am Main einen Meilenstein gegen den Bau der Bundesautobahn 73 bei Kloster Banz. Die Süddeutsche Zeitung berichtete über diesen ungewöhnlichen Wahlkampf zur Bundestagswahl 1994.

## Weitere Arbeiten und Aktionen
- Baumbesetzung mit Udo Raudenkolb[10] gegen den Ausbau der Karlstadter Ringstraße[11]
- Symbolischer Atommülltransport 1989 mit dem Fahrrad über 1400 km; Zusammen mit seinem Freund Stefan Reith transportierte Wittstadt auf einem Fahrradanhänger symbolisch Atommüll (ein Blechfass mit Radioaktivitätszeichen) vom Kernkraftwerk Grafenrheinfeld zur Wiederaufarbeitungsanlage La Hague im Nordwesten von Frankreich.[12]
- Hölzel-Areal in Neudrossenfeld (2012)[13]
- Kinder üben unter der Anleitung von Steinmetz Horst Wittstadt mit Hammer und Meißel (2016)[14]
- Alter Sockel für die Synagoge Laudenbach (Karlstadt) (2017)[15]
- Stolpersteine in Laudenbach (2022)[16]
- Stundenstein in Marktheidenfeld-Altfeld (2024)[17]
- Bildstock am Hammersteig (Karlstadt) von 1722 (2025)[18]

## Auszeichnungen

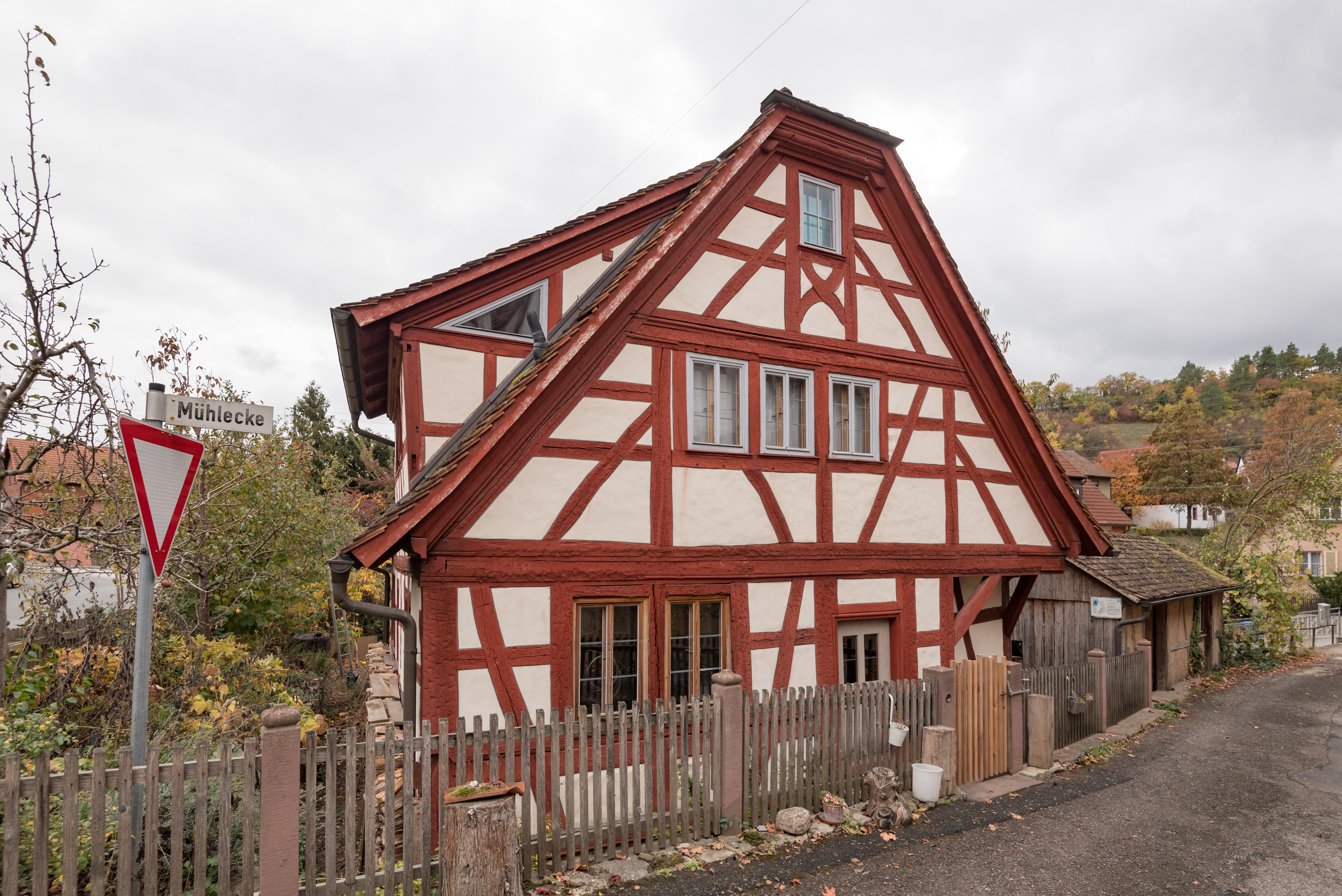
Ehemalige Ölmühle im Mühleck

- 2002: Förderpreis des Bezirks Unterfranken zur Erhaltung historischer Bausubstanz (Wohnhaus mit Satteldach und Krüppelwalmen aus dem 17. Jahrhundert); Begründung: Das unbewohnte und verwahrloste Mühlengebäude (Ölmühle) im Mühleck aus der Echter-Zeit war zum Abbruch vorgesehen. Durch das Ehepaar Wittstadt und dessen vorbildliches Engagement zum Erhalt und zur weiteren Nutzung konnte das Einzeldenkmal gerettet werden. In einem kleinen Nebengebäude befindet sich ein jüdisches Badehaus (Mikwe)[19], der einstigen jüdischen Gemeinde von Laudenbach.[20][21][22][23]